# Любочажье
Любочажье — деревня в Осьминском сельском поселении Лужского района Ленинградской области.

## История
Впервые упоминается в писцовых книгах Шелонской пятины 1571 года, как деревня Любочяжа — 4 обжи в Дремяцком погосте Новгородского уезда.
Деревня Любочажье обозначена на карте Санкт-Петербургской губернии Ф. Ф. Шуберта 1834 года.

ЛЮБОЧАЖЫ — деревня, принадлежит: коллежскому советнику Конисскому, число жителей по ревизии: 20 м. п., 46 ж. п.

дворянину, унтер-офицеру Глотову — господский дом, число жителей по ревизии: нет (1838 год)

В первой половине XIX века в деревне была возведена деревянная часовня во имя Святых мучеников Флора и Лавра.
Как деревня Любочажье она отмечена на карте профессора С. С. Куторги 1852 года.

ЛЮБОЧАЛЫ — деревня господина Глотова, по просёлочной дороге, число дворов — 10, число душ — 34 м. п. (1856 год)

Согласно X-ой ревизии 1857 года деревня состояла из двух частей:

1-я часть: число жителей — 31 м. п., 37 ж. п. (из них дворовых людей — 10 м. п., 5 ж. п.)
 
2-я часть: число жителей — 11 м. п., 14 ж. п.

ЛЮБОЧАЖА — деревня владельческая при реке Сабе, число дворов — 12, число жителей: 37 м. п., 49 ж. п. (1862 год)

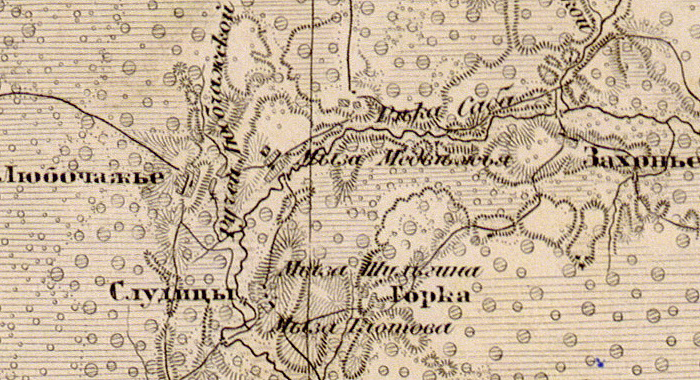
Деревня Любочажье на карте 1863 года

Согласно карте из «Исторического атласа Санкт-Петербургской Губернии» 1863 года деревня называлась Любочажье.
В 1869—1878 годах временнообязанные крестьяне деревни выкупили свои земельные наделы у Н. П. Скобельцына и стали собственниками земли.
В 1883 году временнообязанные крестьяне выкупили свои земельные наделы у А. А. и А. А. Глотовых.
Согласно подворной описи Захонского общества Красногорской волости 1882 года, деревня называлась Любочажа и состояла из двух частей:
 
1) бывшее имение Скобельцыных, домов — 17, душевых наделов — 23, семей — 11, число жителей — 29 м. п., 28 ж. п.; разряд крестьян — собственники.
  
2) бывшее имение Глотовой, домов — 6, душевых наделов — 11, семей — 5, число жителей — 16 м. п., 16 ж. п.; разряд крестьян — временнообязанные.
Согласно материалам по статистике народного хозяйства Лужского уезда 1891 года, имение при селении Любочажи площадью 88 десятин принадлежало остзейским уроженцам Я. и А. Андерссонам и А. Конксу, имение было приобретено частями в 1886 и 1889 годах за 3990 рублей, кроме него ещё три имения принадлежали: дворянину Т. Ф. Глотову, наследникам дворянина Е. Ф. Глотова и местной крестьянке О. Ефимовой, имения были приобретены до 1868 года, и ещё одно имение площадью 417 десятин принадлежало отставному штабс-капитану Л. О. Цешковскому, имение было приобретено частями с 1887 по 1888 год за 6800 рублей. Кроме того, имение при селении Любочажа и пустоши Дубецкая принадлежало наследникам вдовы титулярного советника М. И. Глотовой, имение было приобретено до 1868 года.
В 1900 году, согласно «Памятной книжке Санкт-Петербургской губернии», земля в деревне Любочажа площадью 266 десятин принадлежала крестьянину Никите Александрову, а также крестьянину Денису Конксу — 25 десятин.
В XIX — начале XX века деревня административно относилась к Красногорской волости 2-го земского участка 1-го стана Лужского уезда Санкт-Петербургской губернии.
По данным «Памятной книжки Санкт-Петербургской губернии» за 1905 год деревня называлась Любочажа и входила в Захонское сельское общество. Землёй в деревне владели: крестьянин Никита Александров — 266 десятин, дворянин Трофим Фёдорович Глотов — 1679 десятин и крестьянин Денис Конкс — 25 десятин.
С 1917 по 1919 год деревня входила в состав Захонского сельсовета Красногорской волости Лужского уезда.
С 1920 года, в составе Любочажского сельсовета.
С 1923 года, вновь в составе Захонского сельсовета.

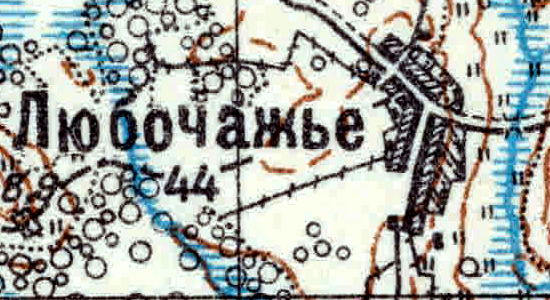
Деревня Любочажье карте 1926 года

Согласно топографической карте 1926 года деревня насчитывала 44 крестьянских двора.
С 1927 года, в составе Толмачёвской волости, а затем Осьминского района.
В 1928 году население деревни составляло 233 человека.
По данным 1933 года деревня называлась Любочажи и входила в состав Захонского сельсовета Осьминского района.
C 1 августа 1941 года по 31 января 1944 года деревня находилась в оккупации.
С 1961 года, в составе Сланцевского района.
С 1963 года, в составе Лужского района.
В 1965 году население деревни составляло 58 человек.
По данным 1966 года деревня называлась Любочажье и входила в состав Захонского сельсовета Лужского района.
По данным 1973 и 1990 годов деревня Любочажье входила в состав Осьминского сельсовета.
В 1997 году в деревне Любочажье Осьминской волости проживали 15 человек, в 2002 году — 14 человек (все русские).
В 2007 году в деревне Любочажье Осьминского СП проживали 9 человек.

## География
Деревня расположена в северо-западной части района на автодороге 41А-186 (Толмачёво — автодорога «Нарва»).
Расстояние до административного центра поселения — 16 км.
Расстояние до ближайшей железнодорожной станции Толмачёво — 51 км.
К востоку от деревни протекает Безымянный ручей, приток реки Саба.

## Демография
| 1838 | 1862 | 1928 | 1965 | 1997 | 2007 | 2010 |
| ---- | ---- | ---- | ---- | ---- | ---- | ---- |
| 66   | ↗86  | ↗233 | ↘58  | ↘15  | ↘9   | ↗13  |
| 2017 |      |      |      |      |      |      |
| ↘7   |      |      |      |      |      |      |

## Улицы
Солнечная.